# Billy Fury
Pour les articles homonymes, voir Fury.
Billy Fury, de son vrai nom Ronald Wycherley, (Liverpool, 17 avril 1940 - Paddington, Londres, 28 janvier 1983) était un chanteur et un parolier de rock britannique, dont il fut l'un des pionniers, des années 1950 aux années 1980, originaire de Wavertree (Liverpool).

## Biographie
À Liverpool, Ronald Wycherley est remarqué par l'imprésario Larry Parnes, qui l'engage sur le champ en lui donnant pour nouveau nom de scène : Billy Fury. Il enregistre son premier disque pour Decca Records, intitulé Maybe Tomorrow, en 1959. En mars 1960, il est n° 9 avec sa propre composition Collette, suivi de That's Love. Son premier album est intitulé The Sound of Fury (1960). On y entend le jeune Joe Brown à la guitare, avec un accompagnement vocal des Four Jays. Cet album est considéré comme l'un des albums majeurs du rock britannique.
Billy Fury devient populaire avec son groupe The Blue Flames, dans lequel on trouve Georgie Fame aux claviers. Il est l'un des concurrents de ceux qui sont alors les plus grandes stars de l'époque, Cliff Richard et les Shadows. Il délaisse un peu le rock 'n' roll pour se concentrer sur les ballades traditionnelles, telles que Halfway to Paradise (1961) et Jealousy (1961). Chacune d'elles atteint le n° 2 dans les hit-parades anglais. En 1962, il apparaît dans son premier film Play It Cool, réalisé sur le modèle de ceux d'Elvis Presley. On y voit aussi Helen Shapiro, Danny Rivers, Shane Fenton et Bobby Vee. Le film popularise la chanson Once Upon a Dream. À cette époque, il enregistre aussi deux hits majeurs, Wondrous Place (1960) et Like I've Never Been Gone, qui assurent son succès auprès du grand public.
Son album We Want Billy (1963), avec The Tornados, est l'un des albums marquants de l'histoire du rock britannique avec des interprétations remarquées de plusieurs classiques du rhythm and blues, notamment Unchain my Heart, de Ray Charles. En 1965, il apparaît dans le film I've Gotta Horse, avec le groupe The Bachelors. Puis, il obtient encore quelques succès comme It's Only my Belive (1964), I Will (1964) et In Thoughts of You (1965). Mais il disparaît des hit-parades autour de 1967. Il connaît des problèmes de santé et subit une opération chirurgicale. Il reste tout de même très connu.
En 1973, il sort de sa retraite pour tourner dans le film That'll Be the Day où il tient le premier rôle, relatant la jeunesse de Ringo Starr, le batteur des Beatles. Ringo Starr était du même quartier de Liverpool que Billy Fury. En 1981 et 1982, Billy Fury intègre les disques Polydor et enregistre The One and Only, qui sera publié à titre posthume. Il se produit à la télévision dans l'émission Unforgettable, avec six de ses anciens tubes. Sa dernière apparition publique a lieu en décembre 1982 au Sunnyside, à Northampton. Il meurt le 28 janvier 1983 à Paddington en Londres, dans l'appartement de sa compagne Lisa Rosen.

## Discographie
Albums
- 1960 : The Sound of Fury
- 1960 : Billy Fury
- 1961 : Halfway to Paradise
- 1963 : Billy
- 1963 : We Want Billy!
- 1971 : The World Of Billy Fury

## Filmographie
- 1962 : Play It Cool
- 1966 : I've Gotta Horse
- 1973 : That'll Be The Day